# Bixley (Suffolk)
Bixley is een wijk in Ipswich, een stad in het Engelse graafschap Suffolk. In 2001 telde de wijk 7198 inwoners. Bixley komt in het Domesday Book (1086) voor als 'Bichelea'.